# Кулантауский вермикулитный рудник
Кулантауский вермикулитный рудник — в 3 км к северо-западу от села Шакпакбаба, Тюлькубасский район Туркестанской области. 
Месторождение разведывалось в 1964—1968 годы, в 1971 году определился объём резерва. Кулантауский вермикулитный рудник состоит из известняков среднего и верхнего кембрия, которые расположены с уклоном к северо-востоку. Биотит во время образования коры выветривания, впоследствии гидратизации поменялся на гидробиотит и вермикулит. Часть, где развита вермикулитная кора выветривания, находится на Кулантау в виде ровной площади с уклоном (5—10 °С) на востоке. Рудная частица растянута на 500—600 м, ширина 400 м. Его прикрывают голоценные отложения толщиной 3—5 м. По данным пробурённых скважин, толщина рудного тела 15—40 м, среднее значение 20 м. Объём вермикулита в руде 35 % (средний объём 12,6 %). Путём соединения вермикулита с жидким стеклом, глиной, трудноплавящейся глиной, портландцементом изготавливаются различные нетеплопроницаемые изделия. Применяется в виде строительных материалов, в сельском хозяйстве — для повышения плодородности земли и в других целях.